# Kletna
Kletna (biał. Клятная; ros. Клетная) – wieś na Białorusi, w obwodzie brzeskim, w rejonie pińskim, w sielsowiecie Waliszcze.
W dwudziestoleciu międzywojennym leżała w Polsce, w województwie poleskim, w powiecie pińskim, w gminie Porzecze. Znajdował się tu wówczas majątek ziemski.
Po II wojnie światowej w granicach Związku Sowieckiego. Od 1991 w niepodległej Białorusi.